# Mistrzostwa Europy w Lekkoatletyce 2018 – pchnięcie kulą kobiet
Pchnięcie kulą kobiet – jedna z konkurencji technicznych rozgrywanych podczas lekkoatletycznych mistrzostw Europy na Stadionie Olimpijskim w Berlinie.
Tytułu z poprzednich mistrzostw broniła Christina Schwanitz, która ostatecznie zdobyła srebrny medal. W finale wystąpiły dwie Polki, z których Paulina Guba zdobyła złoty medal w ostatnim pchnięciu, natomiast Klaudia Kardasz zajęła miejsce czwarte ustanawiając nowy rekord życiowy oraz rekord Polski młodzieżowców.

## Terminarz
| Data       | Godzina |              |
| ---------- | ------- | ------------ |
| 7 sierpnia | 10:10   | Kwalifikacje |
| 8 sierpnia | 20:09   | Finał        |

## Rekordy
|                          | Zawodnik         | Wynik | Miejsce   | Data                  |
| ------------------------ | ---------------- | ----- | --------- | --------------------- |
| Rekord świata            | Natalja Lisowska | 22,63 | Moskwa    | 7 czerwca 1987(dts)   |
| Rekord Europy            | Natalja Lisowska | 22,63 | Moskwa    | 7 czerwca 1987(dts)   |
| Rekord mistrzostw Europy | Wita Pawłysz     | 21,69 | Budapeszt | 20 sierpnia 1998(dts) |

## Rezultaty

### Kwalifikacje
Awans: 17,20 m (Q) lub 12 najlepszych rezultatów (q).
| Poz. | Grupa | Zawodnik             | Reprezentacja      | Próby | Próby | Próby | Wynik | Uwagi |
| Poz. | Grupa | Zawodnik             | Reprezentacja      | 1     | 2     | 3     | Wynik | Uwagi |
| ---- | ----- | -------------------- | ------------------ | ----- | ----- | ----- | ----- | ----- |
| 1.   | B     | Christina Schwanitz  | Niemcy             | 18,83 | –     | –     | 18,83 | Q     |
| 2.   | A     | Alona Dubicka        | Białoruś           | 18,67 | –     | –     | 18,67 | Q     |
| 3.   | A     | Paulina Guba         | Polska             | 18,66 | –     | –     | 18,66 | Q     |
| 4.   | B     | Klaudia Kardasz      | Polska             | 17,15 | 18,00 | –     | 18,00 | Q     |
| 5.   | A     | Radoslava Mavrodieva | Bułgaria           | x     | 17,87 | –     | 17,87 | Q     |
| 6.   | A     | Fanny Roos           | Szwecja            | 17,71 | –     | –     | 17,71 | Q     |
| 7.   | A     | Alina Kenzel         | Niemcy             | 17,13 | 17,46 | –     | 17,46 | Q     |
| 8.   | B     | Wiktoryja Kołb       | Białoruś           | 17,36 | –     | –     | 17,36 | Q     |
| 9.   | B     | Amelia Strickler     | Wielka Brytania    | 16,15 | 17,31 | –     | 17,31 | Q,    |
| 10.  | B     | Sophie McKinna       | Wielka Brytania    | 17,24 | –     | –     | 17,24 | Q     |
| 11.  | A     | Sara Gambetta        | Niemcy             | 17,23 | –     | –     | 17,23 | Q     |
| 12.  | B     | Alena Abramchuk      | Białoruś           | 16,86 | 17,17 | 17,12 | 17,17 | q     |
| 13.  | B     | Úrsula Ruiz          | Hiszpania          | 17,06 | x     | 16,77 | 17,06 | SB    |
| 14.  | A     | Melissa Boekelman    | Holandia           | 16,90 | x     | 16,78 | 16,90 |       |
| 15.  | B     | Dimitriana Surdu     | Macedonia Północna | 16,17 | 16,66 | 16,87 | 16,87 |       |
| 16.  | A     | Olha Hołodna         | Ukraina            | x     | 16,69 | x     | 16,69 |       |
| 17.  | A     | Markéta Cervenkova   | Czechy             | 15,71 | 16,19 | 16,62 | 16,62 |       |
| 18.  | B     | Wiktoryja Kłoczko    | Ukraina            | 15,05 | 15,96 | 16,27 | 16,27 |       |
| 19.  | B     | Frida Akerstrom      | Szwecja            | 16,17 | x     | 16,20 | 16,20 |       |
| 20.  | B     | Senja Makitorma      | Finlandia          | 16,04 | 15,50 | x     | 16,04 |       |
| 21.  | A     | Divine Oladipo       | Wielka Brytania    | 15,28 | 15,78 | 15,35 | 15,78 |       |
| 22.  | A     | Eliana Bandeira      | Portugalia         | 15,09 | x     | 15,18 | 15,18 |       |
| 23.  | A     | Ieva Zarakaite       | Litwa              | 15,13 | x     | 14,81 | 15,13 |       |

### Finał
| Poz. | Zawodnik             | Reprezentacja   | Próby | Próby | Próby | Próby | Próby | Próby | Wynik | Uwagi |
| Poz. | Zawodnik             | Reprezentacja   | 1     | 2     | 3     | 4     | 5     | 6     | Wynik | Uwagi |
| ---- | -------------------- | --------------- | ----- | ----- | ----- | ----- | ----- | ----- | ----- | ----- |
| 01 ! | Paulina Guba         | Polska          | 18,77 | 18,77 | x     | 18,49 | 19,02 | 19,33 | 19,33 |       |
| 02 ! | Christina Schwanitz  | Niemcy          | 19,19 | 19,08 | x     | 18,86 | x     | 18,98 | 19,19 |       |
| 03 ! | Alona Dubicka        | Białoruś        | 18,59 | 18,75 | 18,57 | x     | 18,81 | x     | 18,81 |       |
| 4.   | Klaudia Kardasz      | Polska          | 16,82 | 17,96 | x     | x     | 18,38 | 18,48 | 18,48 | NU23R |
| 5.   | Sara Gambetta        | Niemcy          | 16,44 | 18,09 | 17,53 | 17,74 | 17,39 | 18,13 | 18,13 | SB    |
| 6.   | Radoslava Mavrodieva | Bułgaria        | 18,03 | x     | x     | 17,86 | x     | x     | 18,03 |       |
| 7.   | Sophie McKinna       | Wielka Brytania | 17,58 | 17,29 | 17,03 | 17,65 | 17,29 | 17,69 | 17,69 |       |
| 8.   | Wiktoryja Kołb       | Białoruś        | 16,93 | 17,50 | 17,30 | x     | 17,04 | 17,27 | 17,50 |       |
| 9.   | Alina Kenzel         | Niemcy          | 17,26 | x     | x     | NQ    | NQ    | NQ    | 17,26 |       |
| 10.  | Amelia Strickler     | Wielka Brytania | 16,43 | 16,13 | 17,15 | NQ    | NQ    | NQ    | 17,15 |       |
| 11.  | Fanny Roos           | Szwecja         | 17,03 | 17,09 | 16,90 | NQ    | NQ    | NQ    | 17,09 |       |
| 12.  | Alena Abramchuk      | Białoruś        | 16,90 | x     | x     | NQ    | NQ    | NQ    | 16,90 |       |